# Marek Bernacki
Marek Tadeusz Bernacki (ur. 5 maja 1965 w Bielsku-Białej) – polski filolog, specjalizujący się w literaturoznawstwie polskim; nauczyciel akademicki związany z Uniwersytetem Bielsko-Bialskim.

## Życiorys
Studiował polonistykę na Uniwersytecie Jagiellońskim w Krakowie (magisterium w 1990). Bezpośrednio po ukończeniu studiów podjął pracę na macierzystej uczelni w charakterze asystenta w Instytucie Polonistyki. Jednocześnie podjął tam studia doktoranckie. W 1995 roku uzyskał stopień naukowy doktora nauk humanistycznych w zakresie literaturoznawstwa o specjalności filologia polska na podstawie pracy pt. Obraz świata człowieka w młodej prozie polskiej lat 70. XX w. Studium analityczno-interpretacyjne (w kontekście personalistycznego myślenia o człowieku i świecie), której promotorem był Włodzimierz Maciąg.
W 2002 roku podjął pracę w bielskiej Akademii Techniczno-Humanistycznej, na stanowisku adiunkta w Katedrze Polonistyki. W latach 2008–2012 pełnił funkcję prodziekana do spraw studenckich Wydziału Humanistyczno-Społecznego. W 2011 roku Rada Wydziału Polonistyki Uniwersytetu Jagiellońskiego nadała mu stopień naukowy doktora habilitowanego nauk humanistycznych w zakresie literaturoznawstwa o specjalności współczesna literatura polska na podstawie rozprawy nt. Hermeneutyka fenomenu istnienia. Studia o polskiej literaturze współczesnej (Vincenz, Miłosz, Wojtyła, Herbert, Szymborska). 1 lutego 2012 roku objął na bielskiej akademii stanowisko profesora nadzwyczajnego, a kilka miesięcy później wybrano go dziekanem Wydziału Humanistyczno-Społecznego.
Odznaczony Brązowym Medalem „Zasłużony Kulturze Gloria Artis” (2022).

## Dorobek naukowy
Jego zainteresowania naukowe i badawcze koncentrują się wokół problematyki związanej z szeroko pojętym literaturoznawstwem polskim. Do najważniejszych prac Marka Bernackiego należą:
- Słownik gatunków literackich, Bielsko-Biała 1999 (współautor Marta Pawlus).
- Człowiek w sytuacjach skrajnych, Warszawa 2002.
- Człowiek wobec tajemnicy zła, Warszawa 2002.
- Literatura wobec totalitaryzmu, Warszawa 2002.
- Polska „święta” i „przeklęta”, Warszawa 2002.
- Epopeje, Warszawa 2002.
- Jak analizować wiersze poetów współczesnych, Warszawa 2002.
- Leksykon powieści polskich XX wieku, Bielsko-Biała 2002 (współautor Mirosław Dąbrowski)
- „Wyprowadził mnie z Ziemi Ulro”. Szkice o twórczości Czesława Miłosza, Bielsko-Biała 2005.
- „We mnie jest płomień który myśli” – glosy do Herberta (w 10. rocznicę śmierci Poety), Bielsko-Biała 2009 (redaktor pracy zbiorowej)
- Szlakiem drewnianych świątyń na Podbeskidziu, Bielsko-Biała 2009.
- Hermeneutyka fenomenu istnienia. Studia o polskiej literaturze współczesnej (Vincenz, Miłosz, Wojtyła, Herbert, Szymborska), Bielsko-Biała 2010.
- Glosy do Miłosza. Artykuły i szkice krytycznoliterackie (2004-2011), Bielsko-Biała 2012.
- Świat interpretować – konieczne zadanie. Studia o literaturze polskiej przełomu XX i XXI wieku, Bielsko-Biała 2014.
- Czytanie miasta. Bielsko-Biała jako kulturowy palimpsest, pod red. M. Bernackiego i Roberta Pysza, Bielsko-Biała 2016.
- Miłosz. Dyskursy, pod red. M. Bernackiego i Angeliki Matuszek, Bielsko-Biała 2016.
- Miłosz. Spotkania. Studia i rozprawy miłoszologiczne, Bielsko-Biała 2018.